# Marcus Calpurnius Bibulus
Marcus Calpurnius Bibulus (* 103 v. Chr. oder früher; † 48 v. Chr.) war ein Politiker der späten römischen Republik. Er gehörte den Optimaten an.

## Leben
Bibulus ist als Gegner Caesars in die Geschichte eingegangen, dessen Kollege er sowohl während seiner Ädilität im Jahre 65 als auch in seiner Praetur 62 und in seinem Consulat 59 v. Chr. war. Spannungen zwischen den beiden gab es bereits seit dem Jahr 65, als sie als Aedile gemeinsam überaus aufwändige Zirkusspiele finanzierten, man in der Öffentlichkeit die Spiele aber vor allem mit Caesar, weniger mit Bibulus verband, worüber letzterer sogar gescherzt haben soll. Zudem übertrumpfte ihn Caesar mit Gladiatorenkämpfen zu Ehren seines lange verstorbenen Vaters – es sollen 320 Gladiatoren gegeneinander angetreten sein.
Während des gemeinsamen Consulats eskalierten die Spannungen zwischen Caesar und Bibulus: Auf Letzterem, dem Schwiegersohn von Caesars entschiedenstem Gegner Cato, ruhten die Hoffnungen der Optimaten, die absehbaren Umtriebe des popularen Konsuls des Jahres 59 zu stoppen. Bibulus war nämlich mit Porcia, der Tochter Catos des Jüngeren und späteren Frau des Brutus, verheiratet und hatte mit ihr einen Sohn.
Als Bibulus versuchte, in der Volksversammlung eine Abstimmung über Caesars Ackergesetz dadurch zu verhindern, dass er ungünstige Omina beobachtet zu haben vorgab (dieses Recht stand jedem Magistrat aufgrund der Lex Aelia Fufia zu), ließ Caesar ihn vom politischen Schlägertrupp des Publius Vatinius erst mit Mist bewerfen und dann mit Waffengewalt vom Forum verjagen. In der Senatssitzung des folgenden Tages wagte kein Senator, Bibulus’ Klage über diesen offenkundigen Gesetzesbruch zu unterstützen. Er zog sich daraufhin von allen Amtsgeschäften zurück, verließ sein Haus nicht mehr, sondern widersprach nur noch schriftlich sämtlichen Amtshandlungen Caesars, die dadurch de jure ungültig wurden. De facto hatten die Edikte des Bibulus aber keinerlei Auswirkungen, sodass in Rom der Scherz umging, dies sei das Jahr, in dem „Iulius und Caesar Konsuln waren“.
In den folgenden Jahren war der Consular Bibulus ein recht einflussreicher Senator. So beantragte er 56 v. Chr. erfolgreich, den ägyptischen König Ptolemaios Neos Dionysos, den Vater der Kleopatra, durch römische Gesandte wieder einsetzen zu lassen; vier Jahre später machte er sich während der Unruhen nach dem Tod des Clodius dafür stark, Caesars mächtigsten Gegner Pompeius zum alleinigen Konsul zu machen. 51 v. Chr. übernahm er als Proconsul die Verwaltung von Syria – ursprünglich waren für ihn und seinen Amtskollegen im Consulat als Provinz nur die Pflege der Wälder und Triften des Reichs vorgesehen gewesen, eine Maßnahme, mit der der optimatisch dominierte Senat Caesars Proconsulat die Bedeutung nehmen wollte. Da Bibulus ebenso wenig Neigung verspürte, diesen Auftrag zu übernehmen, hatte er abwarten müssen, bis die Mehrheit im Senat gewechselt hatte und er eine profitable Provinz zugewiesen bekam.
Bei Ausbruch des Bürgerkriegs stand Bibulus auf Seiten des Pompeius und übernahm das Kommando über dessen Flotte. Caesars Übergang über die Adria konnte er zwar nicht verhindern, immerhin schnitt er ihn aber anschließend vom Nachschub aus Italien ab. Da alle Häfen in der Hand der Caesarianer waren, konnte er monatelang nicht von Bord gehen. Seine Matrosen litten Not, und Bibulus selbst konnte seine schwere Erkältung nicht behandeln lassen, die er sich während der langen Monate auf See zugezogen hatte. Nachdem er Caesar zum Schein Waffenstillstandsverhandlungen angeboten hatte, nur um seinen verdurstenden Matrosen eine Gelegenheit zu verschaffen, an Land zu gehen und Wasser zu holen, starb er im Frühsommer des Jahres 48 v. Chr. Die Flotte der Pompeianer agierte in der kurz darauf stattfindenden Schlacht von Dyrrhachium ohne einheitliche strategische Führung, denn für Bibulus war kein Nachfolger bestimmt worden.

## Belege
1. ↑  Siehe Cassius Dio 37,8; Sueton, Caesar 10.
2. ↑  Siehe Plutarch, Caesar 5,5; vgl. Plinius, Naturalis Historia 33,16 (53).
3. ↑  Sueton, Caesar 20.

| Personendaten    | Personendaten                          |
| ---------------- | -------------------------------------- |
| NAME             | Calpurnius Bibulus, Marcus             |
| ALTERNATIVNAMEN  | Bibulus, Marcus Calpurnius             |
| KURZBESCHREIBUNG | römischer Politiker, Konsul 59 v. Chr. |
| GEBURTSDATUM     | vor 103 v. Chr.                        |
| STERBEDATUM      | 48 v. Chr.                             |
| STERBEORT        | an der Adria                           |